# Динаміт (фільм)
Динаміт (англ. T.N.T.) — американський бойовик 1997 року.

## Сюжет
Алекс є членом секретної групи командос, що виконують за дорученням уряду занадто ризиковані завдання. Після декількох завдань для нього стає очевидним, що керівництво якимось чином пов'язано з наркоділками, і, знищуючи одних босів, бійці грають на руку іншим. Алекс вирішує піти зі служби. У зв'язку з цим у нього виникає одна проблема: перше правило загону каже «увійшов раз — залишишся назавжди». Тому в будиночок на березі гірського озера за ним приходять дюжина непроханих гостей. Таких же професіоналів, як і він сам.

## У ролях
| Актор           | Роль         |
| --------------- | ------------ |
| Олів'є Грюнер   | Алекс        |
| Ренді Тревіс    | Джим         |
| Ребекка Стааб   | Джеймі Вілер |
| Джадсон Міллс   | Вел          |
| Сиріл О'Райллі  |              |
| Рональд Лоуренс |              |
| Хуан А. Ріохас  |              |
| Брі Блер        |              |
| Ерік Робертс    | Руссо        |
| Трейсі Аделл    | Барбара      |
| Сем Дж. Джонс   | Гріл         |
| Кен Оландт      | Басу         |
| Бен Редлер      | Ендрю        |
| Саймон Рі       | Чой          |
| Альберто Васкес | Карлос       |